# Universiteit voor Theologie en Pastoraat
De Universiteit voor Theologie en Pastoraat (UTP) te Heerlen is een voormalige universiteit in Nederland.
De UTP werd in 1966 opgericht als Hogeschool voor Theologie en Pastoraat (HTP) door het Bisdom Roermond, de congregaties Redemptoristen (CssR), Sociëteit voor Afrikaanse Missiën (SMA) en Congregatie van de Heilige Harten van Jezus en Maria (SSCC). Het bisdom en de congregaties fuseerden hun grootseminaries en vormden het om naar een moderne pastorale en missionaire opleiding. Hulpbisschop van Roermond Edmond Beel werd in 1967 bestuursvoorzitter van de HTP.
In de jaren 1970 kwam de opleiding in moeilijkheden door de orthodoxe veranderingen in de Nederlandse kerkprovincie, met name door de houding van de in 1972 benoemde bisschop Joannes Gijsen van Roermond. Hij erkende de opleiding niet, vond deze te modern en richtte in Abdij Rolduc een traditioneel grootseminarie op. Gijsen weigerde alumni van de opleiding tot priester te wijden.
Midden jaren 1980 werd het aan faculteiten en hogescholen voor wetenschappelijk onderwijs in Nederland toegestaan zich universiteit te noemen. Tevens zouden toenmalige (specialistische) hogescholen volgens een wetswijziging de benaming universiteit gaan dragen.
In september 1987 werd de hogeschool daarom een universiteit en veranderde de naam van Hogeschool voor Theologie en Pastoraat (HTP) in Universiteit voor Theologie en Pastoraat (UTP).
In 1992 fuseerde de UTP met de faculteit Theologie van de Katholieke Universiteit Nijmegen. Tot 1999 bleef de UTP behouden als instroomlocatie voor de opleiding in Nijmegen, maar wegens gebrekkige belangstelling werd de locatie uiteindelijk opgeheven.
De UTP was sinds haar oprichting gevestigd in het Monseigneur Laurentius Schrijnenhuis ontworpen door Frits Peutz.